# Akamataa
 (août 2023).
Ne doit pas être confondu avec Lycodon semicarinatus.
L’ Akamataa ou Akamata (アカマター ; アカマタ ; 赤マタ ; 赤又) est un yōkai, créature du folklore japonais, inspiré d’une espèce de serpent, apparaissant dans les traditions folkloriques de l’archipel des Ryûkyû. 

## Description
En japonais, le terme Akamata désigne à la fois l’espèce Lycodon semicarinatus et la créature folklorique.   
Dans le folklore, l’Akamataa est un serpent non venimeux qui a le pouvoir de se transformer en jeune garçon capable de séduire les femmes. Celles qui tombent sous son charme donnent naissance à des serpents. Dans les Îles Yaeyama, il fait partie d'une paire divine avec le Kurumataa et rend visite aux villages tous les six mois afin d'apporter de bonnes récoltes. 

## Dans la culture populaire
Des élèves du lycée agricole Lucien-Quelet de Valdoie ont créé un jardin sur le thème de ce serpent.